# Artturi Ilmari Virtanen
Artturi Ilmari Virtanen (født 15. januar 1895 i Helsingfors, død 11. november 1973 i Helsingfors) var en finsk biokemiker. Han blev tildelt Nobelprisen i kemi i 1945.
A. I. Virtanen var en af Finlands mest fremtrædende videnskabsmænd og den hidtil mest berømte finske kemiker. Han var den første formand for Finlands Akademi, som grundlagdes i 1948.

## Virtanens forskning
Virtanens forskningsfelt var ernæringskemi. Han fandt på nye metoder til at tilberede smør og ost, undersøgte hvilke fordele et delvis syntetisk foder kunne tilbyde og studerede den binding af kvælstof, som sker i ærtevæksters rodknolde. Mest kendt blev han for sin opfindelse af en ensilagemetode til konservering af dyrefoder, kaldet AIV-foder, for hvilken han fik Nobelprisen i kemi 1945. AIV-metoden var et fremskridt  i langtidsopbevaring af grøntfoder til dyr, hvilket er vigtigt om vinteren.
Udviklingen af AIV-foderet var måske det vigtigste resultat af A. I. Virtanens forskergruppes arbejde. Udgangspunktet for forskningen var at bevare vitaminindholdet i komælk året rundt. De store kvalitetsforskelle mellem mejeriprodukter oplevedes som et alvorligt problem for folkesundheden og ved at udvikle et fersk foder hvis næringsindhold bevaredes under lagring løste A. I. Virtanen og hans forskergruppe problemet med vinterfodring til husdyr. AIV-foderet bygger på at sænke PH-værdien i den ferske ensilage til under 4, så bakteriernes aktiviteter sænkes og foderet bevares bedre.
A. I. Virtanen er endvidere kendt for andre opfindelser inden for først og fremmest mejerihygiejne. Mange af opfindelserne kunne patenteres, hvilket indebar, at man opnåede en god konkurrencefordel på det voksende internationale marked. 
Han ledede Valios forskningslaboratorium 1921–1969.

## Nobelprisen i kemi
Kungliga Vetenskapsakademien overvejede allerede i begyndelsen af 1930-erne at give Nobelprisen til A. I. Virtanen. Senere blev dette virkelighed, og Virtanen fik Nobelprisen i kemi i 1945 for sine resultater indenfor jordbrugs- og ernæringskemi. Han fik prisen ”for his research and inventions in agricultural and nutrition chemistry, especially for his fodder preservation method".

## Professor og underviser
A. I. Virtanen var professor i biokemi på Teknisk Højskole i Helsinki 1931–1939 og professor i kemi på Helsinki Universitet 1939–1948. Han troede på biokemiens muligheder indenfor erhvervslivet og lægevidenskaben, og han understregede betydningen af internationalisme. A. I. Virtanen drev desuden energisk mange betydningsfulde videnskabspolitiske projekter for at fremme folkesundheds- og energispørsmål.
”Det vigtigste en forsker kan gøre er at oplære nye forskere”, sagde A.I. Virtanen selv, når han definierede sine mål. Han havde et godt tag på studenterne, og det sagdes, at han oplærte en hel generation af biokemikere.
A. I. Virtanen var en enestående leder og en entusiastisk lærer. Den karismatiske professor var også praktisk jordbruger.

## Hæder
A. I. Virtanen var medlem af Finlands Akademi og dets første formand fra 1948 til 1963. Et institut tilsluttet Kuopio universitet bærer A. I. Virtanens navn.
Virtanen indvalgtes 1939 som udenlandsk medlem af Kungliga Vetenskapsakademien i Sverige og han blev 1945 udenlandsk medlem af Kungliga Ingenjörsvetenskapsakademien. Han blev desuden teknologisk æresdoktor ved Kungliga Tekniska Högskolan 1949. Asteroiden 1449 Virtanen er opkaldt efter ham.